# Jüdische Schule Ichenhausen
Die Jüdische Schule in Ichenhausen, einer Stadt im schwäbischen Landkreis Günzburg in Bayern, wurde in den 1820er Jahren von der Jüdischen Gemeinde Ichenhausen gegründet.

## Geschichte

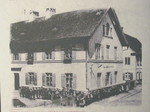
Jüdische Schule in Ichenhausen

Die jüdische Schule wurde in Ichenhausen gegründet, da sich dort im 19. Jahrhundert die zweitgrößte jüdische Gemeinde Bayerns befand. Sie begann als Provisorium im jüdischen Gemeindehaus, nachdem Protest gegen einen möglichen Unterricht der 110 schulpflichtigen jüdischen Kinder in der katholischen Volksschule erhoben wurde.
Der bayerische Staat wünschte die Gründung jüdischer Schulen, weshalb auch das Landgericht Günzburg (vergleichbar mit einer heutigen Kreisverwaltung) 1830 den Bau eines jüdischen Schulgebäudes anordnete. Daraufhin erwarb die jüdische Gemeinde ein Grundstück, um ein Schulgebäude mit zwei Schulräumen und zwei Lehrerwohnungen zu errichten. Der Unterricht konnte im neuen Schulhaus im Jahr 1833 beginnen.

## Zeit des Nationalsozialismus
Die Schule bestand bis zur zwangsweisen Schließung am 12. September 1941.